# Bellarmine Knights
Bellarmine Knights (en español: "Caballeros de Bellarmine") es la denominación de los equipos deportivos de la Universidad Bellarmine, una institución académica ubicada en Louisville (Kentucky). Los Knights participan en las competiciones universitarias organizadas por la NCAA, y desde 2020 forman parte de la ASUN Conference de la División I de la NCAA.Los Knights compitieron anteriormente en la Great Lakes Valley Conference (GLVC) de las filas de la División II de la NCAA desde 1978-79 hasta 2019-20.

## Apodo y mascota
La mascota fue establecida por el presidente fundador Alfred Horrigan, que estaba encantado con la leyenda artúrica y la búsqueda del Santo Grial. El casco hace referencia a la armadura de la cabeza de la escultura del campus, obra de Bob Lockhart, del Caballero de Bellarmine.

## Programa deportivo
Los Knights compiten en doce deportes masculinos y en once femeninos:
| Masculino: - Baloncesto - Campo a través - Fútbol - Lacrosse - Golf - Béisbol - Tenis - Natación - Atletismo (aire libre y cubierta) - Lucha libre - Sprint fútbol | Femenino: - Baloncesto - Campo a través - Hockey sobre hierba - Fútbol - Tenis - Natación - Sóftbol - Voleibol - Atletismo (aire libre y cubierta) - Golf |

- El sprint fútbol es una forma de fútbol americano que se juega según las reglas estándar de la NCAA, pero con un peso de los jugadores limitado a un máximo de 178 libras (81 kg). Bellarmine comenzó a jugar en esta variante en 2022 como uno de los seis miembros fundadores de la Midwest Sprint Football League.

## Instalaciones deportivas
- Knights Hall es el pabellón donde disputan sus partidos los equipos de baloncesto masculino y femenino y de voleibol femenino. Tiene una capacidad para 2.196 espectadores y fue construido en 1960.[3] Bellarmine devolvió sus juegos de baloncesto en casa al Knights Hall en 2024-25 después de jugar las cuatro temporadas anteriores fuera del campus en Freedom Hall.[4]
- Owsley B. Frazier Stadium es el estadio donde disputan sus encuentros los equipos de fútbol, lacrosse masculino, hockey sobre hierba femenino y atletismo. Fue inaugurado en el otoño de 2007 y tiene una capacidad aproximada de 2.000 espectadores sentados.[5]
- Knights Field es el estadio donde juega el equipo de béisbol. Fue inaugurado en 1954.[6]